# 南寺大桥
34°03′07″N 111°03′38″E / 34.05182°N 111.06058°E
洛河大桥，又名南寺大桥，是中华人民共和国河南省三门峡市卢氏县境内洛河上的一座桥梁。

## 特点
洛河大桥没有建成之前，“高村古渡”是洛河南北链接的通道，桥南边原先有佛寺兴国寺。“南寺钟声”和“高村古渡”为卢氏古代八大景之一，现在已不复见。中华人民共和国成立初期，当地为南寺渡口（大桥建好后不复存在）。1958年，洛河大桥开始规划。1960年2月，河南省交通厅公路局第二工程队动工修建，在中共卢氏县委领导下，抽调31名干部与河南省公路工程局二队联合组成“洛河大桥修建指挥部”，并抽调卢氏县治山兵团800人、河南省航运管理处300人、县城关、杜关等7个公社民工1000人参加施工。同年8月19日竣工通车。全桥为六孔，每孔净跨30米，全长219.3米，桥面宽7米，上不为片石砌石拱，载重13吨，总投资83万元。